# رضا التاورغی
رضا التاورغی (انگلیسی: Reda Al Tawarghi؛ زادهٔ ۲۹ مهٔ ۱۹۷۹) بازیکن فوتبال اهل لیبی بود.
وی همچنین در تیم ملی فوتبال لیبی بازی کرده‌است.